# Teorema d'estadística de l'espín
El  teorema d'estadística de l'espín  de la mecànica quàntica estableix la relació directa entre l'espín d'un tipus de partícula amb l'estadística que obeeix. Va ser demostrat per Fierz i Pauli el 1940, i requereix el formalisme de la teoria quàntica de camps.

## Relació empírica i enunciat
L'espín és un moment angular intrínsec (no associat al seu moviment espacial) que té tota partícula a nivell quàntic. Pot prendre valors enters (0,1,2 …) o semienter (1/2, 3/2 …), en unitats de la constant de Planck {\displaystyle \hbar }.
L'estadística d'una mena de partícules determina el seu comportament col·lectiu.
- Si poden redistribuir lliurement en totes les configuracions possibles del sistema, es denominen bosons. La funció d'ona d'un sistema de bosons és simètrica sota l'intercanvi de les coordenades de dues partícules qualssevol. Els fotons i les partícules alfa són bosons.
- Si per contra obeeixen el principi d'exclusió de Pauli que restringeix aquestes configuracions, es denominen fermions. La funció d'ona d'un sistema de fermions és anti-simètrica sota l'intercanvi de dues partícules, és a dir, canvia de signe. Els protons, neutrons, i electrons són fermions.

Aquestes dues propietats estan en aparença totalment correlació. No obstant això és un fet experimental que tots els bosons tenen espín sencer, mentre que els fermions tenen espín semienter. Aquesta relació constitueix l'enunciat del teorema.

## Conseqüències
Hi ha un parell de fenòmens interessants facilitades pels dos tipus d'estadística. La distribució de Bose-Einstein descriu els bosons en un condensat de Bose-Einstein. Sota una certa temperatura, la majoria de les partícules en un sistema bosònica estarà en l'estat fonamental (el de més baixa energia). Per això resulten propietats inusuals com la superfluïdesa.
La distribució de Fermi-Dirac, que descriu el comportament dels fermions, també proporciona interessants propietats. Atès que només un únic Fermió pot ocupar un estat quàntic, el nivell fonamental d'energia només pot ser ocupat per dos fermions, amb els seus espins alineats de manera contrària. Així, fins i tot al zero absolut de temperatura, el sistema té una certa energia diferent de zero. Com a resultat, un sistema fermiònics exerceix pressió externa. Fins i tot a temperatures diferents de zero, aquesta pressió existeix. Aquesta pressió és la responsable que certes estrelles massives no puguin col·lapsar a causa de la gravetat (veure nana blanca, estrella de neutrons, i forat negre).